# Bem e mal

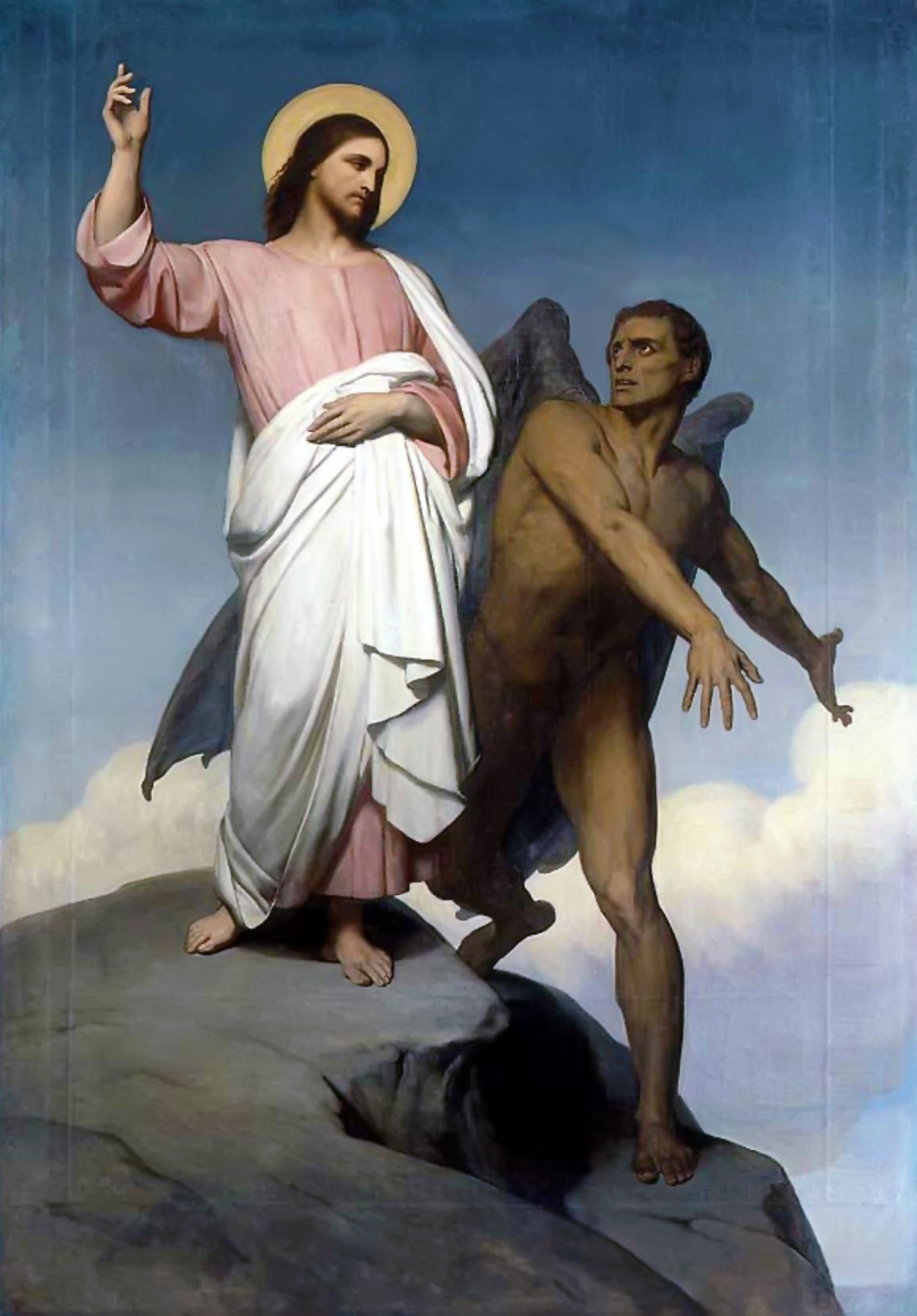
O diabo, em oposição à vontade de Deus, representa o mal e tenta Cristo, a personificação do caráter e da vontade de Deus. Ary Scheffer, 1854.

Na religião, ética, filosofia e psicologia,  Bem e mal é uma dicotomia muito comum. Nas culturas com influência religiosa maniqueísta e abraâmica, o mal é percebido como o oposto antagônico dualista do bem, em que o bem deve prevalecer e o mal deve ser derrotado. Em culturas com influência espiritual budista, tanto o bem quanto o mal são percebidos como parte de uma dualidade antagônica que deve ser superada através da realização de Śūnyatā significando vazio no sentido de reconhecimento de que o bem e o mal são dois princípios opostos, mas não uma realidade, esvaziando a dualidade deles e alcançando uma unidade.
O mal é frequentemente usado para denotar profunda imoralidade. O mal também foi descrito como uma força sobrenatural. As definições do mal variam, assim como a análise de seus motivos. No entanto, os elementos que são comumente associados ao mal envolvem comportamento desequilibrado envolvendo conveniência, egoísmo, ignorância ou negligência.
As questões filosóficas modernas sobre o bem e o mal são agrupadas em três grandes áreas de estudo: metaética sobre a natureza do bem e do mal, ética normativa sobre como devemos nos comportar e ética aplicada sobre questões morais particulares.

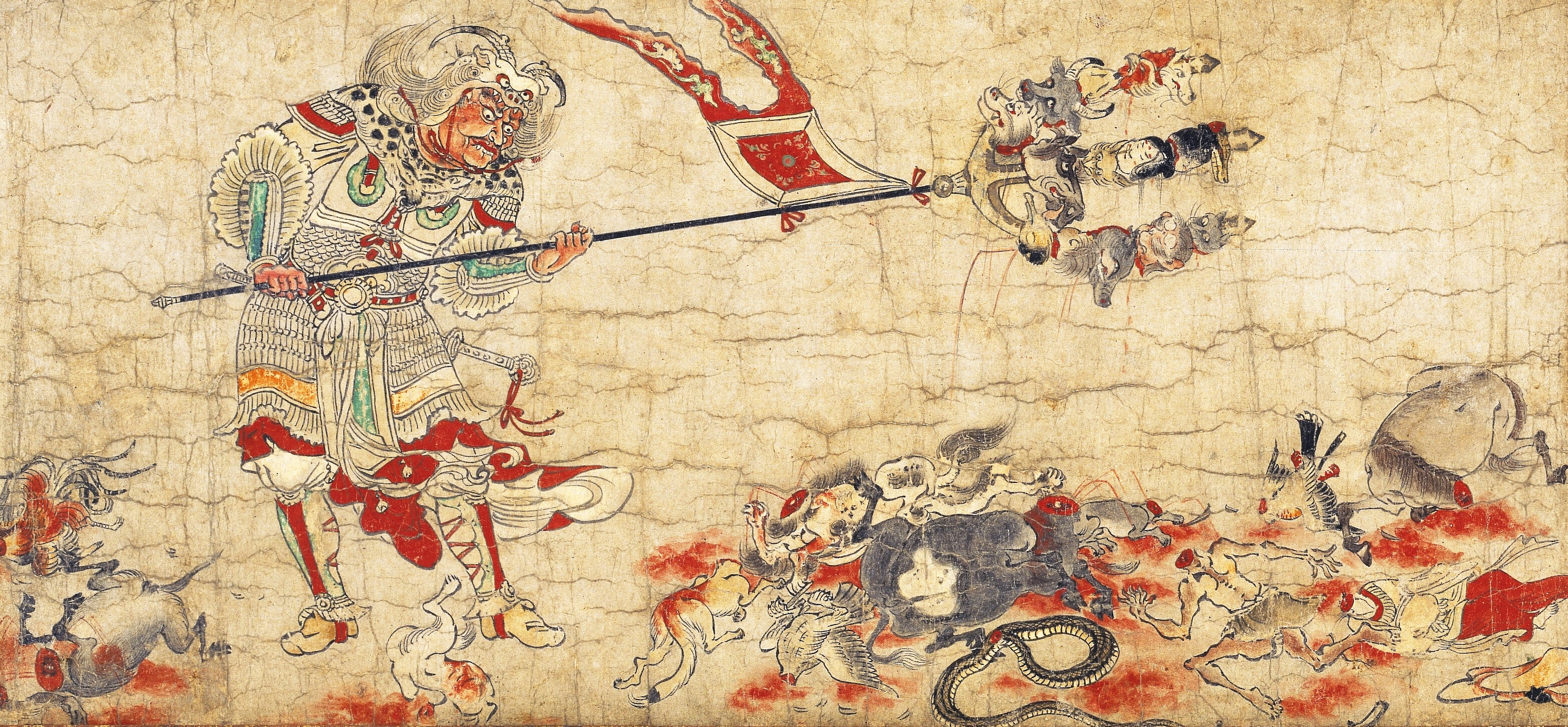
Uma das cinco pinturas de Exterminação do Mal retrata Sendan Kendatsuba, um dos oito guardiões da lei budista, banindo o mal

## História e etimologia
Toda língua tem uma palavra que expressa bom no sentido de "ter a qualidade certa ou desejável" (aretê) e ruim no sentido de "indesejável". Um senso de julgamento moral e uma distinção de "certo e errado, bom e ruim" são universais culturais.

### Mundo antigo
O filósofo Zaratustra simplificou o panteão dos primeiros deuses iranianos em duas forças opostas: Aúra-Masda (Sabedoria Iluminadora) e Arimã (Espírito Destrutivo) que estavam em conflito.
Essa ideia se desenvolveu em uma religião que gerou muitas seitas, algumas das quais abraçaram uma crença dualista extrema de que o mundo material deve ser evitado e o mundo espiritual deve ser adotado. As ideias gnósticas influenciaram muitas religiões antigas que ensinam que a gnose (interpretada de várias maneiras como iluminação, salvação, emancipação ou 'unidade com Deus' ) pode ser alcançada praticando a filantropia até o ponto de pobreza pessoal, abstinência sexual (tanto quanto possível para ouvintes, total para iniciados) e diligentemente buscando sabedoria ajudando os outros.
Da mesma forma, no Antigo Egito, havia os conceitos de Maat, o princípio da justiça, ordem e coesão, e Isfet, o princípio do caos, desordem e decadência, sendo o primeiro o poder e os princípios que a sociedade procurava encarnar onde o último era tal que minou a sociedade. Esta correspondência também pode ser vista refletida na antiga religião mesopotâmica, bem como no conflito entre Marduque e Tiamate.

### Mundo clássico
Na civilização ocidental, os significados básicos de κακός e ἀγαθός são "mau, covarde" e "bom, corajoso, capaz", e seu sentido absoluto surge apenas por volta de 400 a.C., com a filosofia pré-socrática, em particular Demócrito. A moral nesse sentido absoluto se solidifica nos diálogos de Platão, juntamente com o surgimento do pensamento monoteísta (notadamente em Eutífron, que pondera o conceito de piedade como um absoluto moral). A ideia foi desenvolvida na Antiguidade Tardia por Neoplatônicos, Gnósticos e Padres da Igreja.
Esse desenvolvimento do relativo ou habitual ao absoluto também é evidente nos termos ética e moral, ambos derivados de termos para "costume regional", grego ήθος e latim mores, respectivamente (ver também siðr).

## Bondade e moralidade na biologia
A questão do bem e do mal na visualidade humana, muitas vezes associada à moralidade, é considerada por alguns biólogos (notadamente Edward O. Wilson, Jeremy Griffith, David Sloan Wilson e Frans de Waal) como uma questão importante a ser abordada pelo campo da biologia.